# Hordle
Hordle är en ort och civil parish i Storbritannien.   Den ligger i grevskapet Hampshire och riksdelen England, i den södra delen av landet, 130 km sydväst om huvudstaden London. Hordle ligger 34 meter över havet och antalet invånare är 5 271.
Terrängen runt Hordle är platt. Havet är nära Hordle åt sydväst. Runt Hordle är det ganska tätbefolkat, med 222 invånare per kvadratkilometer. Närmaste större samhälle är Bournemouth, 18,6 km väster om Hordle. Omgivningarna runt Hordle är en mosaik av jordbruksmark och naturlig växtlighet.